# 健御名方富命彦神別神社
健御名方富命彦神別神社（たけみなかたとみのみことひこかみわけじんじゃ）は、『延喜式』神名帳に記載されている信濃国水内郡の式内社（名神大社）。

## 概要
『延喜式』神名帳には信濃国水内郡に「健御名方富命彦神別神社 名神大」と記載されたが、その後所在がわからなくなっている。次の3社が論社とされているが、現在に至っても比定の決着はついていない。また、1社が現在の千曲市内川に現存しており、その説もある。
- 1. 健御名方富命彦神別神社 （長野県長野市大字長野字本城東2411、北緯36度39分41.54秒 東経138度11分31.71秒 / 北緯36.6615389度 東経138.1921417度） - 旧県社、通称「水内大社」・「城山県社」。
- 2. 健御名方冨命彦神別神社 （長野県長野市信州新町大字水内斉宮3154、北緯36度34分31.29秒 東経138度02分56.30秒 / 北緯36.5753583度 東経138.0489722度） - 旧郷社、通称「水内神社」・「水内大社」。
- 3. 健御名方富命彦神別神社 （長野県飯山市大字豊田字伊豆木原3681-1、北緯36度55分15.85秒 東経138度22分29.45秒 / 北緯36.9210694度 東経138.3748472度） - 旧県社、通称「五束神社」。
- 4. 安國御名方神社　(長野県千曲市内川416)　安国（やすくに）は、神社の名前ではなく、地名や人名に由来する可能性が高いです。一方、御名方（みなかた）は、諏訪大社の祭神である建御名方神（たけみなかたのかみ）に関連する可能性があります。

文献では、持統天皇5年（691年）に天皇の命で信濃国に「水内神」を祀らせたとする記述があり、これが文献上初見とされる。『延喜式』神名帳に「水内神」の記載はないが、健御名方富命彦神別神社が水内郡唯一の大社であることから、この「水内神」は健御名方富命彦神別神社を指すと考えられている。

## 祭神
社名の通り「健御名方富命彦神別神」を祀る社とされる。この神の解釈は各社で異なる。
- 建御名方命同神説
諏訪大社祭神の「建御名方命」と同一視する説。
- 建御名方命の御子神説
「健御名方富命」に「彦神別」を重ねた感があることから、建御名方命の御子神とみる説[2]。諏訪大社では、下社摂社の若宮社に「建御名方彦神別命」として祀られる。
- 「健御名方富命」と「彦神別神」の2神説
「健御名方富命彦神別神」とは2神を表すとし、「健御名方富命」は建御名方命、「彦神別神」はその御子神と見る説（例：妻科神社）。

## 比定
1は、善光寺東方の丘上に鎮座するが、明治11年（1878年）までは善光寺境内にあり「年神堂八幡宮」と称していた。延文元年（1356年）成立の『諏方大明神画詞』では、「年神堂が諏訪大社の分座であり持統天皇5年に記載のある水内神である」としている。また、江戸時代末期の『芋井三宝記』には「年神堂八幡宮は、風祭等の存在からして御年神でなく健御名方富命彦神別神社であり、当地に善光寺如来が来たため仏式になって神名を失い、八幡宮とも誤り称されるようになった」と記している。当地は科野国造・金刺氏の居住地で水内郡の中心地と考えられ、善光寺の位置からは善光寺平が望めることから古社の所在地としてふさわしいと考えられている。なお、善光寺の大本願境内にあった斎藤神官家に諏訪社があったとされ、これが式内社後身とする説もある。
2は、現在も地名として残る大字「水内」に鎮座し「水内神」とも称されていた。主祭神は彦神別命で、建御名方神の御子神としている。
3は、飯山盆地の縁に鎮座するが、飯山盆地は古くは「水内海」という名の湖だったと言い伝えている。祭神には健御名方富命のほかに庭津女命、麻背命、八須良雄命、知奴命、沙南豆良姫命、武彦根命といった独特の神（彦神別命の御子神とされる）を祀り、当地を支配した氏族との関係が見られる。